# Negreaella rioindiocubanicola
Negreaella rioindiocubanicola is een hooiwagen uit de familie Biantidae.